# Henri Bacry
Henri Bacry (* 29. Oktober 1928 in Algier; † 9. Juni 2010 in Paris) war ein französischer mathematischer und theoretischer Physiker.

## Leben
Bacry wurde 1962 in Algier an der dortigen Faculté des Sciences (Vorläufer der Universität) promoviert, wo er Assistent war. Er wurde Mathematiklehrer am Lycée Bugeaud in Algier und 1969 Professor an der Faculté des Sciences in Marseille. 1964/65 war Bacry Gastwissenschaftler am CERN. 1966/67 war er am Institute for Advanced Study. Er war Professor an der Universität Aix-Marseille (Université de la Méditeranée) am Zentrum für Theoretische Physik der Universität und des CNRS.
Er befasste sich mit theoretischer Elementarteilchenphysik, insbesondere unter Anwendung von gruppentheoretischen Methoden (wie der Darstellungstheorie der Poincaré-Gruppe), aber auch mit Optik, Festkörperphysik und statistischer Mechanik. Außerdem schrieb er ein Buch über Gruppentheorie in der Geometrie.
1972 gründete er das International Colloquium on Group Theoretical Methods in Physics.

## Schriften
- mit Jean-Marc Lévy-Leblond Possible Kinematics, J. Math. Phys., Band 9, 1969, S. 1605 (von Freeman Dyson in seinem Aufsatz Missed opportunities besprochen)
- Group theory and constellations. Editions Publibook, 2004